# Farma R.A.K. (1. řada)
První řada amerického seriálu Farma R.A.K. byla vysílána na americké televizní stanici Disney Channel od 6. května 2011 do 13. dubna 2012. Řada má celkem 26 dílů.

## Hlavní postavy
- China Anne Mcclain jako Chyna Parks
- Sierra McCormick jako Olivke Doyle
- Jake Short jako Fletcher Quimby
- Stefanie Scott jako Lexi Reed
- Carlon Jeffery jako Cameron Parks

- Stefanie Scott chyběla ve třech dílech (1x08, 1x09, 1x10)
- Carlon Jeffery chyběl v šesti dílech (1x06, 1x12, 1x15, 1x23, 1x24, 1x26)

## Seznam dílů
| Č. v seriálu | Č. v řadě | Původní název              | Český název             | Režie           | Scénář                           | Premiéra v USA     | Premiéra v ČR     | Prod. kód |
| --- | --------- | -------------------------- | ----------------------- | --------------- | -------------------------------- | ------------------ | ----------------- | --------- |
| 1 | 1         | transplANTed               | vítej na farmě          | Bob Koherr      | Dan Signer                       | 6. května 2011     | 10. prosince 2011 | 101       |
| 11letá dívka Chyna se dostává na střední školu již teď, díky programu R.A.K. který to talentovaným dětem umožňuje. Chyna je hudební génius. První den ve škole poznává nové kamarády. Olivku, která má neuvěřitelnou paměť a Fletchera, který je mistr přes všechny druhy umění. Chyna s překvapením zjišťuje, že raci jsou ve škole utlačování „mazáky“ v čele s Lexi Reedovou. Je přesvědčená, že se musí dostat s Olivkou a Fletcherem na její večerní párty, aby si vybudovali respekt a zapadli mezi starší studenty. I když se Olivce a Fletcherovi na párty nechce, Chyna chce utlačování raků udělat konec. Nakonec se tedy Chyna, Olivka a Fletcher na párty dostávají, no v žádném případě se o tom nesmějí dovědět rodiče… Píseň: Dynamite |           |                            |                         |                 |                                  |                    |                   |           |
| 2 | 2         | participANTs               | zájmové kroužky         | Bob Koherr      | Jeny Quine                       | 17. června 2011    | 10. prosince 2011 | 102       |
| Raci jsou na trhu zájmových kroužků. Chyně se zalíbí kroužek roztleskávaček, ale Olivka ji varuje, protože hlavní roztleskávačkou je Lexi. Chyna si ale myslí, že Olivka jenom žárlí, a proto schválně na konkurz jde. Je přijatá, ale poté, co jí Lexi úplně znemožní a poníží, si uvědomuje, že Olivka měla pravdu. Nejhorší na tom všem je, že se teď Chyna v takovém stavu nemůže účastnit konkurzu na hlavní roli v muzikálu. Mezitím Fletcher vstupuje do kroužku boje proti hladu, který vede Cameron. Kroužek je však úplný podfuk, jelikož se na něm jenom pojídají kuřecí dobroty. |           |                            |                         |                 |                                  |                    |                   |           |
| 3 | 3         | the phANTom locker         | skříňka duchů           | Bob Koherr      | Mark Jordan Legan                | 24. června 2011    | 17. prosince 2011 | 103       |
| Cameron, který má skříňku hned vedle Olivky, ji už dál nesnese. Olivka je totiž hrozná sousedka. Když zjistí, že se Olivka bojí duchů, řekne jí, že její skříňka byla postavená na malinkatém pohřebišti a duchové ve skřínce pořád straší. Olivka se k smrti vyděsí a hned na to se ze skřínky vystěhuje a nastěhuje se do skříňky k Chyne. Ani Chyna však dlouho nevydrží mít Olivku jako spolubydlící ve skřínce a tak se rozhodne strávit noc v „skříňce duchů“, aby Olivce ukázala, že v její skříňce nestraší. Mezitím žádá ředitelka Skidmorová aby ji Fletcher namaloval. Když ji však namaluje tak jak vypadá, není spokojená, protože si myslí, že je hezčí. Fletcher se tak dostává do prekérní situace, protože neví, jak má ředitelku namalovat, aby byla konečně spokojená. |           |                            |                         |                 |                                  |                    |                   |           |
| 4 | 4         | sciANTs fair               | jako na jehlách         | Phill Lewis     | Jeff Hodsden, Tim Pollock        | 1. července 2011   | 24. prosince 2011 | 106       |
| Chyna je závislá na novém televizním pořadu „Na jehlách“. Dívá se na něj celou noc, což vede k tomu, že se ani nepodívá na test, který píšou hned na druhý den. I přes to dostává Chyna jedničku, což je velice podezřelé. Chyna si začíná myslet, že studenti v programu R.A.K. mají výhody, což se jí nelíbí. Proto se rozhodne zničit její společný projekt s Olivkou. Jestli dostanou zase jedničku, její předtuchy budou naplněné. Neuvědomila si ale, že Olivka bude kvůli zničení projektu naštvaná. Mezitím najdou Cameron a Lexi mobil ředitelky Skidmorové a požadují za něj výkupné. |           |                            |                         |                 |                                  |                    |                   |           |
| 5 | 5         | studANT council            | studentská rada         | Bob Koherr      | Jeff Hodsden, Tim Pollock        | 4. července 2011   | 31. prosince 2011 | 107       |
| Chyna se chce dostat na ples, ale pravidla jí to nedovolují. Rozhodne se zavést nová pravidla, ale neví jak. Olivka jí poradí, že může kandidovat do studentské rady. To Chyna i udělá a začne s velkou kampaní. Brzy však zjišťuje, že dostat se do studentské rady znamená chodit na schůzky, na kterých raků ponižují „mazáci“ Tehdy si Chyna uvědomuje, že ji na kampaň navedla Olivka schválně, aby nemusela do studentské rady ona. Chyna jí to hodlá oplatit tím, že Olivku přihlásí na kandidaturu taky. Začíná tedy boj o to, která prohraje. Fletcher se snaží mezitím sblížit s Chynyním otcem, aby se pak dostal k Chyninému srdci. |           |                            |                         |                 |                                  |                    |                   |           |
| 6 | 6         | bad romANTs                | vztahy na dRAKa         | Bob Koherr      | Jeny Quine                       | 8. července 2011   | 7. ledna 2012     | 105       |
| Gibson se cítí osamocený, protože jeho babička si našla nového přítele. Pomocnou ruku mu podává Chyna, která mu nabízí, aby trávil volný čas s ní a Fletcherem. Brzy je však Gibsnova přítomnost začne otravovat a tak se rozhodnou zbavit se ho tím, že mu najdou holku. Jak se ukazuje Gibson však stojí jenom o jednu. O dívku se kterou chodil, když byl malý kluk. Chyna a Fletcher se jí tedy pokusí vyhledat, no naneštěstí zjistí, že ta holka je ve vězení. Olivka pracuje ve školných novinách. Lexi dělá všechno pro to, aby se dostala na titulní stranu. Chybí: Carlon Jeffery jako Cameron Parks |           |                            |                         |                 |                                  |                    |                   |           |
| 7 | 7         | the informANT              | falešný R.A.K.          | Bob Koherr      | Stephen Engel                    | 29. července 2011  | 28. ledna 2012    | 104       |
| Chyna prosí svého tátu, aby jí koupil novou školní tašku, kterou má už každý kromě ní. Místo toho jí však z práce přinese starou kabelku ze skladu zadržených důkazů. Chyna se za tašku stydí a rozhodne se, že si na tašku sama vydělá. Podaří se jí to, když vysbírá body z pudingů, za které kabelku vyhraje. Když otec zjistí že Chyna tu novou tašku má, nejde mu do hlavy, kde na ní sebrala peníze. Proto začne podezírat Chynu z krádeže a do programu R.A.K. pošle svého kolegu v přestrojení na výzvědy, pod falešným jménem Charlie Brown. Chyna však brzy zjistí, že její otec si myslí, že je zlodějka a tak se rozhodne dát mu zavyučenou, když naplánuje vyloupení vlastního domu, aby tátu napálila. |           |                            |                         |                 |                                  |                    |                   |           |
| 8 | 8         | replicANT                  | nový R.A.K.             | Adam Weissman   | Dan Signer                       | 12. srpna 2011     | 11. února 2012    | 108       |
| V programu R.A.K. s objevuje nový student Nigel. Nigel pochází z Velké Británie a tak se ve škole pohybuje coby robot a s ostatními komunikuje prostřednictvím konferenčního zařízení. Chyna se do něj zamiluje a pozve ho na rande do bruslařského centra. Fletcher však žárli a tak s pomocí Anguse, který je mistr přes počítače, rande sabotují. Mezitím soutěží Olivka a Cameron v počítačové hře. Chybí: Stefanie Scott jako Lexi Reed Píseň: My Crush |           |                            |                         |                 |                                  |                    |                   |           |
| 9 | 9         | clairvoyANT                | bystrozRAK              | Adam Weissman   | Stephen Engel                    | 19. srpna 2011     | 18. února 2012    | 109       |
| Ve škole se udělují ceny. Jediným studentem ve škole, který nezíská žádnou cenu je Cameron, který je z toho zklamaný. Chyna mu hodlá pomoct a objevit něco v čem je vážně dobrý a zasloužil si za to cenu. Zkoušejí všechno, no jak se zdá, Cameron na nic talent nemá. Chyna ale přichází na nápad říct Cameronovi, že je věštec a zařídit aby se jeho předpovědi vždy vyplnili. Tak tomu uvěří ne jen on, ale i celá škola. Vše jde podle plánu, no Cameron si vymýšlí pořád bizarnější předpovědí a tak to mají Chyna a Olivka pořád těžší a těžší. Musí například zařídit rozchod Paisley s jejím klukem, způsobit Angusovi zranění, či zařídit výpadek proudu ve škole. To všechno Cameron totiž předpovídal. Když však předpovídá konec světa, je nemožné aby i tohle Chyna zařídila. Je tedy na čase, aby svému bratrovi řekla, že žádný věštec není. Fletcher mezitím bojuje za dinosauří nuggety, které ve školní jídelně přestali podávat. Chybí: Stefanie Scott jako Lexi Reed Píseň: Space Cadet |           |                            |                         |                 |                                  |                    |                   |           |
| 10 | 10        | managemANT                 | manažeRAK               | Mark Cendrowski | Mark Jordan Legan, Jeny Quine    | 26. srpna 2011     | 10. března 2012   | 110       |
| Chyna si v pokoji nahrává videa, jak zpívá. Díky Cameronovi se však video brzy dostane do rukou úspěšného producenta přezdívaného „Hroch“, který hodlá udělat s Chyny hvězdu. Cameron se postavuje do úlohy jejího manažera. Všechno ale není také úžasné, jako se zdá, protože „Hroch“ má s Chynou jiné plány. Hodlá ji přejmenovat na „Ovčí sýr“ a nutí ji zpívat v přihlouplém kostýmu. Chyna pod takovými podmínkami pracovat nechce a proto se do kostýmu navléká Cameron aby zachránil spolupráci s producentem a nepřišel o vydělané peníze. Mezitím jsou Olivka, Fletcher, Angus a Pailey na hodině domácí výchovy, kterou vede ředitelka Skidmorová. Chybí: Stefanie Scott jako Lexi Reed Píseň: Unstoppable, Soccer Ball, Lunchtime |           |                            |                         |                 |                                  |                    |                   |           |
| 11 | 11        | philANThropy               | gibsnova horečka        | Phill Lewis     | Mark Jordan Legan, Jeny Quine    | 16. září 2011      | 17. března 2012   | 111       |
| Škola nemá dostatek peněz na spravení klimatizace a tak se ze školy stává obří mrazák. Ředitelka nakonec topení dá spravit no je v tom háček. Na úkor toho vyhodí jednoho zaměstnance. Tím zaměstnancem se stává Gibson. Proto Chyna, Fletcher a Olivka uspořádají veřejnou internetovou sbírku, aby vysbírali pro školu dostatek peněz a tak zachránili Gibsonovo místo. Nikdo ale nechce přispívat chlápkovi jen pro to, že ho vyhodil, a tak si Chyna vymyslí mnohem smutnější příběh. Gibson prý trpí vzácnou chorobou jménem „Gibsnova horečka“. Až tehdy se dají věci do pohybu. Chyna si však neuvědomuje, že tým obelstívá mnoho lidí. Cameron mezitím předstírá, že je starý dědeček, aby pomohl Lexi… Speciální hostující hvězda: Shelley Long jako Busby |           |                            |                         |                 |                                  |                    |                   |           |
| 12 | 12        | fraudulANT                 | zankův nový majstrštyk  | Phill Lewis     | Jeff Hodsden, Tim Pollock        | 23. září 2011      | 28. dubna 2012    | 112       |
| Na dětské oslavě, potkává Fletcher svého oblíbeného umělce Zanka. Zjišťuje však, že Zanko už dávno není to, co býval. Nyní je chudý, žije na ulici a došla mu veškerá inspirace. Když mu Flatcher ukazuje svůj obraz Zanko je uchvácený. Chyna navrhuje Fletcherovi, aby Zankovi obraz nechal, aby Zanko nabral inspiraci z Fletcheorva díla. Tak se i stane. Krátko po té však zjišťují že Zanko Fletcherův obraz využil a vydává ho za svůj. Za vše může vlastně Chyna, která navrhla, aby si Zanko obraz vzal. Proto se začne snažit obraz získat spánky. Do akce zapojí všechny raky. Lexi a Paisley zatím soupeří o to, kdo bude dělat princeznu na dětských oslavách, které má nestarost Chynina máma. Chybí: Carlon Jeffery jako Cameron Parks |           |                            |                         |                 |                                  |                    |                   |           |
| 13 | 13        | the replacemANT            | profesoRAK              | Phill Lewis     | Mark Jordan Legan                | 30. září 2011      | 12. května 2012   | 113       |
| Chyninou zásluhou ze školy do slova uteče učitel dějepisu. Všichni ho měli rádi a tak jsou na ní naštvaný. Ředitelka nyní neví, kde sežene náhradu. Chyna dostává nápad, že by mohla být novou učitelkou dějepisů Olivka. Ta ví přece úplně všechno. Olivka nejdříve nesouhlasí, no později se na to dá nahovořit a stává se novou učitelkou. Nikdo ji však ve třídě nerespektuje a tak zvolí jinou metodu učení. Bude pořádně přísná. Do role přísné učitelky se však tak vžije, že Olivku nikdo nepoznává. Chyna a Lexi ostávají společně po škole. Přes veškerou nenávist dají hlavy do hromady a vymyslí plán jak se učitelky Olivky zbavit. Cameron dostává ve škole úkol napsat práci o svém hrdinovy. Proto sprovází svého tátu celý den v jeho práci aby se o práci policistu dozvěděl víc. |           |                            |                         |                 |                                  |                    |                   |           |
| 14 | 14        | mutANT farm                | farma Mutant            | Adam Weissman   | Jeny Quine, Dan Signer           | 7. října 2011      | 27. října 2012    | 118       |
| V této Halloweenske verzi epizody „Vítej na farmě“ přichází Chyna první den na střední školu, ona i všichni v programu R.A.K. jsou monstra, přičemž mazáci jsou lidi. Všichni se ale monster z programu R.A.K. bojí s čím hodlá udělat konec Chyna, která uspořádá večírek na usmíření monster a lidí. Ne všechno však vyjde podle plánu… Píseň: Calling All the Monsters |           |                            |                         |                 |                                  |                    |                   |           |
| 15 | 15        | cANTonese style cuisine    | sušenky štěstí          | Adam Weissman   | Dan Signer                       | 28. října 2011     | 19. května 2012   | 115       |
| Do školy přichází světoznámá zpěvačka „Lady Gugu“. Dává Chýně své telefonní číslo, z čeho je Chyna nadšená. Hned na to se studenti z programu R.A.K. vydávají na exkurzi do restaurace, kde se vyrábí sušenky štěstí. V zmatku se Chynin lísteček s telefonním číslem Lady Gugu zamíchá mezi ostatní lístečky, které budou později zapečené do koláčků. Chyna a Olivka se tedy převlečou za kuchařky, aby se dostali ke každému lístečku ještě předtím, než bude zapečený do těsta. Pomáhají jim i Angus a Fletcher, kteří kontrolují již zapečené koláčky. Mezitím je Lexi naštvaná, že nebyla pozvaná na narozeninovou oslavu své spolužačky. Nakonec se ale ukáže že Paisley vše popletla a Lexi pozvaná byla… Chybí: Carlon Jeffery jako Cameron Parks Speciální hostující hvězdy: Zibby Allen jako Lady Googoo, James Hong jako Kenny Píseň: Born This Day |           |                            |                         |                 |                                  |                    |                   |           |
| 16 | 16        | ignorANTs is bliss         | ztráta paměti           | Adam Weissman   | Jeff Hodsen, Tim Pollock         | 4. listopadu 2011  | 9. června 2012    | 116       |
| Ředitelka Skidmorová dává Chyně za úkol, aby napsala projev, který přednese při dni otevřených dveří v programu R.A.K. Poté co řeč napíše je ale zničená. Olivka, která si však pamatuje každé slovo je ochotná vše pro Chynu zopakovat. Jde do nahrávací kabiny, aby si mohla Chyna projev nahrát a pak přepsat, no dojde k nehodě a v nahrávací kabině se uvolní velmi silné zvukové vlnění, které jak se zdá poruší Olivce paměť. Když však Olivku zavalí na chodbě dav lidí, paměť se jí vrací. To ale Olivka nehodlá prozradit, protože už ji nebaví být ve Farmě R.A.K. a tak doufá, že teď, když si všichni myslí, že nemám paměť, (což byl její talent) ji vyhodí z programu. To se i stane a Olivka skončí spokojená v mateřské školce. Chyna však brzy zjišťuje, že Olivce se již paměť vrátila a všem jenom lhala. Mezitím se na škole koná výstava psů, kterou vede Gibson. Do soutěže se přihlašuje Lexi a později je nucen přihlásit se i Cameron. |           |                            |                         |                 |                                  |                    |                   |           |
| 17 | 17        | slumber party ANTics       | račí párty              | Jon Rosenbaum   | Mark Jordan Legan                | 18. listopadu 2011 | 30. června 2012   | 114       |
| Když Chyna není pozvaná ne Lexinou pyžamovou párty, rozhodne se uspořádat vlastní. Přichází však jenom Olivka, která ještě nikdy nespala mimo domu a tak si sebou vzala všechno včetně postele. Hodlá také přemalovat pokoj na zelenou. Tehdy Chynu napadne, že může nakličovat zelenou barvu a na zdi promítnou záběry z párty. Lexi, která se s Chynou spojí pomocí webkamery si nyní myslí, že u Chyny vážně žije divoká párty. Když však lexi se všemi k Chyně přichází, aby se o tom přesvědčili, má Chyna problém. Cameron dostává nápad udělat komiks, a žádá Fletchera, aby k němu večer přišel a společně něco vymysleli. Fletcher mu pomoct nechce, tedy až do té doby než zjišťuje, že se u Chyny koná párty se všemi holkami. |           |                            |                         |                 |                                  |                    |                   |           |
| 18-19 | 18-19     | america needs talANT       | farma R.A.K. má talent  | Victor Gonzalez | Jeny Quine, Dan Signer           | 25. listopadu 2011 | 28. července 2012 | 122-123   |
| 18. díl: Na školu přichází reality show Amerika má talent. Koná se konkurz o to, kdo bude v soutěži vystupovat. Do finále nakonec postupují Chyna a Lexi, které tedy jednou do Hollywoodu na live natáčení. Chynin otec se však bojí letadel a tak nakonec cestují autem. Fletcher zároveň navede pana Parkse, aby jeli kolem pobřeží přes Dánskou vesnici. Tam je ale napadne obří mrož a tak se dostávají do vězení za týraní tohoto zvířete, ačkoliv ho netýrali. Mezitím jsou Lexi a Paisley už dávno v L.A. no dojde k nedorozumění a místo jejího kufru se šminkami se k ní dostane kufr s milionem dolarů... Píseň: Unstoppable Poznámka: Toto je 1. část dvojité epizody v USA vysílané jako hodinový speciál 19. díl: Díky Chýně se nakonec kamarádi a táta z vězení dostávají a pospíchají do L.A. Když dorazí jen tak tak, Lexi začne hrát před všemi, že je s Chynou veliká kamarádka, jen aby zapůsobila na lidi. Moderátor to vezme do slova a tak jim zařídí společný pokoj. Lexi má plán, že zazpívá tu samou píseň jako Chyna a tak si všichni budou myslet, že po ní Chyny opakuje. Chyna však celý její plán zaslechne a je připravená Lexi napálit. Sdělí jí totiž, že bude zpívat píseň o koblize. Olivka a Paisley jsou mezitím v kvízové show „Mozkovna“ ve které však díky Paisley pohoří... Píseň: Sweet as a Sprinkle, Beautiful Poznámka: Toto je 2. část dvojité epizody v USA vysílané jako hodinový speciál |           |                            |                         |                 |                                  |                    |                   |           |
| 20 | 20        | sANTa's little helpers     | veselé vánoce           | Jon Rosenbaum   | Niya Palmer                      | 9. prosince 2011   | 10. prosince 2012 | 121       |
| Ředitelka Skidmorová žádá raky, aby vymysleli kreativní dárek pro děti ze sirotčince. Chyna dostane nápad udělat Santu v krabičce. Brzy však vychází najevo, že je ředitelka obelstila a jejich Santů v krabičce prodává pod vlastním jménem a vydělává tak peníze jenom pro sebe. Chyna tedy dostává zlověstný nápad. Upraví všechny dalších Santy v krabičce tak, aby ředitelke vybouchli přímo do tváře. Co však nečekají je, že ředitelka Skidmorová si uvědomý, že dělala chybu a tak dala zbylé Santy opravdu na charitu. Znamená to tedy, že Santové, které upravili, vybouchnou dětem přímo do obličeje. Chyna, Olivka a Fletcher se tedy v převleku za Santu a Santových pomocníků dostávají do sirotčince s cílem špatné hračky vyměnit. Derryl mezitím pracuje jako Santa v obchodním domu, protože tak chce zjistit, co mu jeho žena koupila k Vánocům. Lexi a Pailsey mají v obchoďáku brigádu při balení dárků. |           |                            |                         |                 |                                  |                    |                   |           |
| 21 | 21        | you're the one that i wANT | muzikál                 | Steve Hoefer    | Megan Amram                      | 20. ledna 2012     | 21. července 2012 | 121       |
| Poté, co je díky Lexi zakázán muzikál v hlavní roli s Chynou, musí děti vymyslet zcela nový námět na nový muzikál. S nejlepším nápadem přichází Olivka, a tak se hraje její hra. Chyna ostává v hlavní postavě, spolu se spolužákem Jaredem. Fletcher však na Jareda žárli, a tak se snaží muzikál překazit s pomocí Lexi, která zase nechce dopustit, že hlavní postavou nebude ona, ale Chyna. Zbaví se tedy Jareda, no Lexi je obsazená do jeho role a tak spolu musí s Chynou hrát zamilovanou dvojici. Mezitím Cameron zjišťuje, že Gibson už žije delší dobu ve škole a tak mu nabízí, aby dočasně zůstal bydlet u něj v obýváku. Nebude to ale zadarmo, a rodiče se o tom nesmí dovědět. Hostující hvězda: Cameron Palatas jako Jared |           |                            |                         |                 |                                  |                    |                   |           |
| 22 | 22        | performANTs                | koncert                 | Victor Gonzalez | Dan Signer                       | 27. ledna 2012     | 14. července 2012 | 120       |
| Chyna nechce zaostávat za Lexi a tak jí řekne, že na rockový koncert pro starší žáky, na který jde celá škola, půjde i ona s Olivkou a Fletcherem. Problém je však v tom, že Chynyna máma jí na koncert nikdy jít nedovolí. Řeknou jí tedy, že koncert, na který jdou, je koncert dětské skupiny. Když však máma trvá na tom, že s nimi na koncert půjde, musí vymyslet, jak ji obelstít. Cameron se ve snaze dostat do zákulisí stává tatérem, přičemž poznává velmi negativní asistentku jméno Sluníčko. |           |                            |                         |                 |                                  |                    |                   |           |
| 23 | 23        | some enchANTed evening     | vypráskaný večer        | Adam Weissman   | Stephen Engel                    | 24. února 2012     | 4. srpna 2012     | 117       |
| Chyna v panice Fletcherovi řekne, že má kluka, ačkoliv to tak není. Fletcher, který okamžitě začne žárlit, Chyne řekne, že i on má přítelkyni, i když taky nemá. Olivka jim dokonce dohodne na večer dvojité rande, a tak si musí najít Chyna i Fletcher rychle falešného partnera. Chyna pořádá konkurz, ve kterém si vybere Jareda, který je dokonalý herec. Fletcher, který je zoufalí, osloví holku - Ellu s tím, že potřebuje na večer pohlídat. Ella souhlasí. Fletcher přichází s Ellou na večeři. I když je to vlastně jeho chůva, Chyně ji představí jako svou holku. Chyna, přivádí na večeři Jareda. Všechno de dobře až do té doby, než se provalí, že Ella je vlastně Fletcherova chůva a Jared je jenom herec. Mezitím se Gibson stává novým trenérem roztleskávaček, avšak jeho způsob trénováni je přinejméně divný… Chybí: Carlon Jeffery jako Cameron Parks Hostující hvězdy: Caroline Sunshine jako Ella, Cameron Palatas jako Jared |           |                            |                         |                 |                                  |                    |                   |           |
| 24 | 24        | patANT pending             | nápad za všechny peníze | Bob Koherr      | Stephen Engel, Mark Jordan Legan | 2. března 2012     | 11. srpna 2012    | 125       |
| Olivka a Fletcher dostanou nápad na nový vynález - masážní batoh. Olivka však má za to, že o tom nesmí říct Chyne, protože by si pak museli dělit zisk třemi a zároveň podle ní ničí podnikání přátelské vztahy. Když však Chyna přijde na to, že Olivka a Fletcher něco tají, první co ji napadne je, že spolu ty dva randí. Olivce a Fletcherovi nezůstává nic jiné, jak ji říct že to tak je, jelikož chtějí krýt své podnikání. Brzy jsou však přinuceni k tomu, říct jí pravdu. Chyna se k nim tedy přidává, no má zcela jiný názor jako Olivka, na nový vynález – Batoh bez tíže. Když se přiklání Fletcher k Chyne, Olivka se naštve a vymýšlí vlastní nový vynález. Chyna zatím pořádá reklamní kampaň na propagaci jejího vynálezu, když konferenci naruší Olivka s jejím šíleným vynálezem. Mezitím Lexi žárli na Paisley, která má zlomenou ruku a tak se o ní všichni zajímají. Lexi teda začne hrát hru, že i ona si zlomila ruce, dokonce obě. Když si však nešťastnou náhodou Paisley zlomí i druhou ruku a taky nohu, zase je o krok v před, před Lexi… Chybí: Carlon Jeffery jako Cameron Parks |           |                            |                         |                 |                                  |                    |                   |           |
| 25 | 25        | ballet dANTser             | baletka                 | Bob Koherr      | Jeff Hodsen, Tim Pollock         | 30. března 2012    | 1. září 2012      | 126       |
| Do programu R.A.K. se připájí nová studentka nadaná na sporty. Brzy se však ukazuje, že nový rak – Violet, má problémy s nervy. Ohrožuje svými výbuchy dokonce i mazáky a tak žádá Lexi Chynu, aby od ní držela Violet dál. To se ale komplikuje, když zjistí, že Violet chodí na balet, kam chodí i Lexi. Chyna, Olivka a Fletcher se tedy přihlašují na balet taky, aby drželi vzteklou Violet dál od všech. Chyna se mezitím taky snaží zjistit, co způsobuje, že je Violet tak agresivní, když zjišťuje, že se tak chová, protože je zamilovaná do Fletchera a dusí to v sobě. Mezitím učí Cameronův otec ve škole Paisley a Camerona řídit auto. Problém je však v tom, že ne opravdové, ale jen auto na hraní. |           |                            |                         |                 |                                  |                    |                   |           |
| 26 | 26        | body of evidANTs           | zločin na farmě         | Stephen Engel   | Stephen Engel                    | 13. dubna 2012     | 15. září 2012     | 124       |
| Olivka přináší do školy, svého nejlepšího kamaráda, robotického mazlíčka jménem Hegel. Fletcher si k němu hned vybuduje nenávist, protože ho pořád uráží. Gibson se na něj naštve poté, co ho porazí Hegel v „prstškvorkách“. Angus Hegela nesnáší také, protože Olivčino srdce může patřit jenom jemu. Když je robot Hegel zavražděn, obvinění jsou všichni. Chyna se ujímá vyšetřování, no nakonec padá obvinění přímo na ni. Hledá důkazy, které ji usvědčí, že vrahem není ona, ale někdo jiný. Zdá se, že případ je vyřešen, když se přiznává Angus, no hned po té přichází s přiznáním i Fletcher. Chyna však odhaluje, že ani jeden z nich není vrahem, protože pravým viníkem byl Gibson. Jak se ale ukazuje ani Gibson za vraždu nemůže. Kdo je tedy vrahem?… Chybí: Carlon Jeffery jako Cameron Parks |           |                            |                         |                 |                                  |                    |                   |           |